# Balme
Balme is een gemeente in de Italiaanse provincie Turijn (regio Piëmont) die 98 inwoners telt (31-12-2004). De oppervlakte bedraagt 63,1 km², de bevolkingsdichtheid is 2 inwoners per km².

## Demografie
Balme telt ongeveer 62 huishoudens. Het aantal inwoners steeg in de periode 1991-2001 met 3,1% volgens cijfers uit de tienjaarlijkse volkstellingen van ISTAT.
| Jaar | Inwoneraantal |
| ---- | ------------- |
| 1991 | 98            |
| 2001 | 101           |

## Geografie
De gemeente ligt op ongeveer 1432 m boven zeeniveau.
Balme grenst aan de volgende gemeenten: Ala di Stura, Bessans (FR-73), Bonneval-sur-Arc (FR-73), Groscavallo, Lemie, Usseglio.
1. ↑  https://demo.istat.it/?l=it.